# Camilla Alfieri
Camilla Alfieri (Genova, 23 gennaio 1985) è un'ex sciatrice alpina italiana specialista di slalom gigante e supergigante.

## Biografia

### Carriera sciistica
Attiva in gare FIS dal novembre del 2000, Camilla Alfieri esordì in Coppa Europa il 5 febbraio 2002 a Tarvisio in discesa libera, senza completare la prova. Dalla stagione successiva partecipò regolarmente al circuito continentale e agli annuali Mondiali juniores, nei quali ottenne come miglior risultato il 6º posto nello slalom gigante a Maribor 2004.
Esordì in Coppa del Mondo il 5 gennaio 2004 nello slalom speciale di Megève; in Coppa Europa conquistò il primo podio nello slalom gigante di La Molina del 18 febbraio 2005 (3ª) e vinse la classifica della medesima specialità nella stagione 2006-2007. Nella stagione successiva ottenne il suo miglior risultato in Coppa del Mondo, 10ª nello slalom gigante di Lienz disputato il 28 dicembre 2007, e l'ultimo podio in Coppa Europa, il 6 marzo a Haus in supergigante (3ª).
In Coppa del Mondo bissò il suo miglior piazzamento il 24 ottobre 2009 a Sölden in slalom gigante (10ª) e prese per l'ultima volta il via il 22 ottobre 2011 nelle medesime località e specialità, senza qualificarsi per la seconda manche; si ritirò al termine di quella stessa stagione 2011-2012 e la sua ultima gara fu il supergigante dei Campionati italiani 2012, disputato il 22 marzo a Roccaraso e non completato dalla Alfieri. In carriera non prese parte a rassegne olimpiche o iridate.

### Altre attività
Dopo il ritiro è divenuta commentatrice sportiva dello sci alpino per la rete televisiva Eurosport.

## Palmarès

### Coppa del Mondo
- Miglior piazzamento in classifica generale: 70ª nel 2008

### Coppa Europa
- Miglior piazzamento in classifica generale: 3ª nel 2007
- Vincitrice della classifica di slalom gigante nel 2007
- 10 podi:
  - 3 secondi posti
  - 7 terzi posti

### Campionati italiani
- 1 medaglia[2]:
  - 1 bronzo (slalom gigante nel 2008)